# Torre inclinada de Neviansk

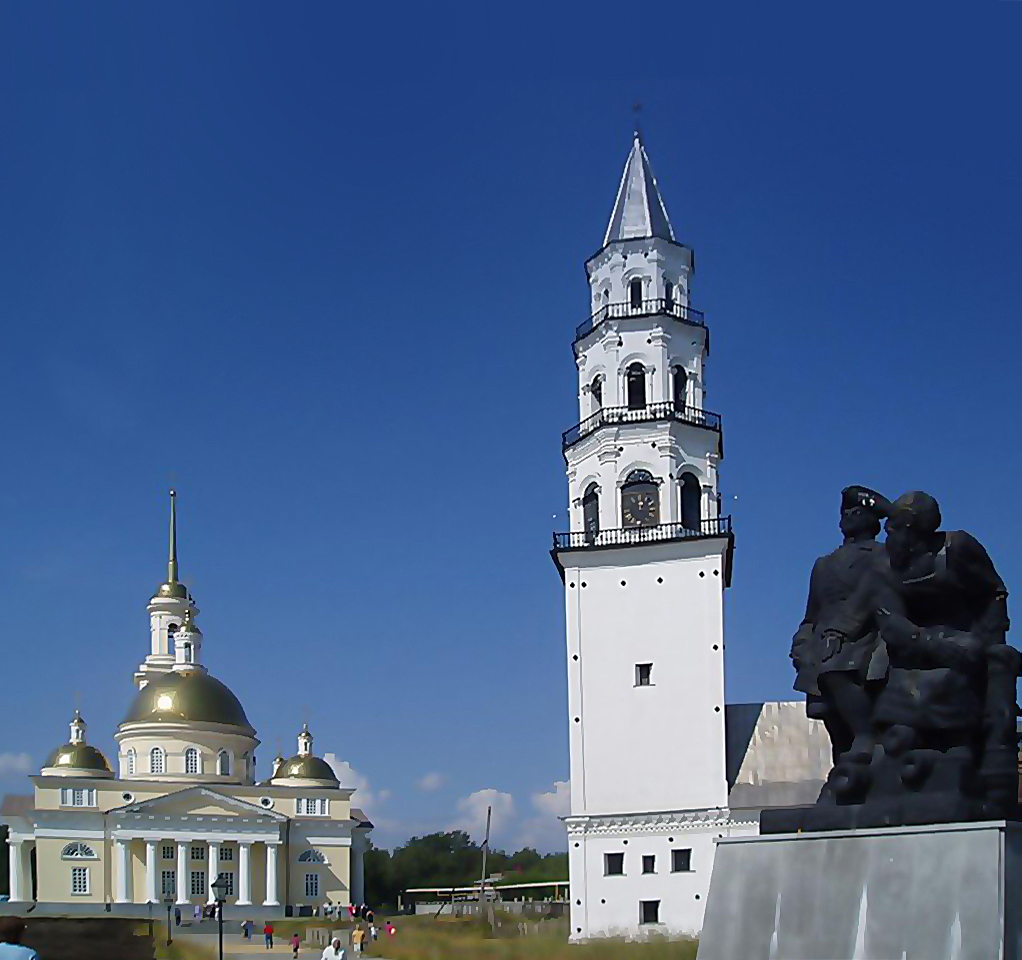
El centro de Neviansk (de izquierda a derecha del espectador): La iglesia de los Viejos Creyentes (con cúpula), la torre inclinada (aguja blanca), y el monumento a Pedro I de Rusia y Nikita Demidov (figuras de metal fundido)

La torre inclinada de Neviansk (en ruso: Невья́нская ба́шня) es una torre de la ciudad de Neviansk en la región de Sverdlovsk, Rusia, construida en el siglo XVIII. Su construcción fue financiada por el socio de Pedro el Grande, Akinfi Demidov, un famoso fabricante ruso e hijo del industrial Nikita Demidov.
La altura de la torre es de 57,5 metros (189 pies) desde el suelo y la base es de 9,5 metros cuadrados (31 pies). La desviación de la parte superior de la torre de la vertical es de unos 3 grados. Se desconoce la fecha exacta de construcción, pero los historiadores rusos creen que se construyó entre 1720 y 1725.

## Historia
A finales del siglo XVII, Pedro el Grande impulsó la producción de hierro en los Montes Urales (conocidos por ser ricos en minerales y piedras preciosas), lo que dio inicio a lo que se ha llamado la "edad de oro del hierro ruso", siendo Nevyansk la primera y luego la mayor ciudad productora de esta época.
En 1702, la ciudad, con sus plantas y fábricas circundantes, fueron entregadas a la familia Demidov. El propósito del complejo era la administración y también el desarrollo de la producción de hierro en un laboratorio interno, además de una zona de viviendas y oficinas.

### El campanario de Richard Phelps
La torre en realidad se trata de un campanario de una iglesia de la Transfiguración, realizada en madera, que se encuentra anexa.  Los pisos cuatro a seis contienen sólo escaleras. Los pisos séptimo y octavo albergan un reloj único con música de campana hecho por un maestro inglés, Richard Phelps, en 1730. Se dice que Demidov compró el reloj por 5000 rublos, una cantidad enorme para esa época (la propia torre de Neviansk costó sólo 4207 rublos para construirla). El reloj tiene tres esferas, diez campanas musicales que pesan alrededor de cuatro toneladas, y una campana de alarma. El noveno piso fue probablemente usado como un puesto de observación.
Hoy en día, se ha convertido en un museo abierto al público, y el reloj de la torre inglesa, que aún funciona, toca 18 melodías diferentes.

### El motivo de la inclinación
La torre termina en un cono con una veleta que siempre muestra la dirección del viento, incluso cuando apenas sopla. Se dice que, si la torre hubiera estado recta, la veleta no sería tan sensible. Otro posible motivo es que su inclinación suroeste sea un guiño a la procedencia del clan Demidov, en Tula.